# Frank Anger
Frank David Anger (Chicago, 24 settembre 1939 – 7 luglio 2004) è stato uno schermidore statunitense.

## Biografia
Ha partecipato ai Giochi della XVIII Olimpiade di Tokyo nel 1964.

## Palmarès
Durante la sua carriera ha conseguito i seguenti risultati:
- Giochi Panamericani:

San Paolo 1963: oro nella spada a squadre ed individuale.
Winnipeg 1967: oro nella spada a squadre ed argento individuale.